# Abraxas semiusta
Abraxas semiusta là một loài bướm đêm trong họ Geometridae.